# Laurence Deonna
Laurence Deonna (Ginebra, 29 de enero de 1937 -2 de agosto de 2023) fue una periodista, escritora y fotógrafa suiza.

## Biografía
Hija de Anne Marie Vernet Faesch y del economista y político Raymond Deonna.
En la década de 1960 se convirtió en una célebre reportera de guerra en el Medio Oriente. En 1967, fue invitada a informar sobre la Guerra de los Seis Días. Deonna publicó 12 libros ampliamente traducidos.
Fue galardonada con el Premio UNESCO de Educación para la Paz en 1987.

## Libros
- 1970, Oriente Medio. Mujeres de combate, tierra y arena.
- 1982, El Yemen que vi.
- 1983, Yemen.
- 1986, La guerra a dos voces. Testimonios de mujeres enemigas.
- 1986, Sirios, sirios (1992-1994).
- 1998, Persianeries. Informes de los mulás iraníes (1985-1998)
- 2001, Kazajistán: mochileros en el Asia central poscomunista.